# Widlicz Isslera

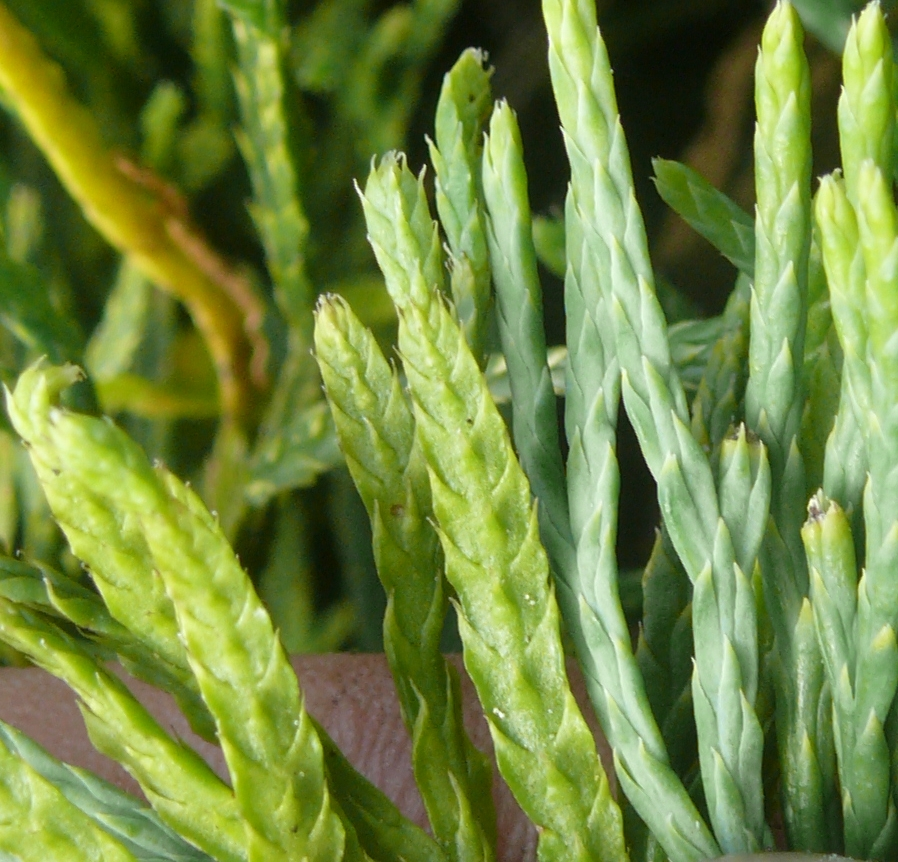

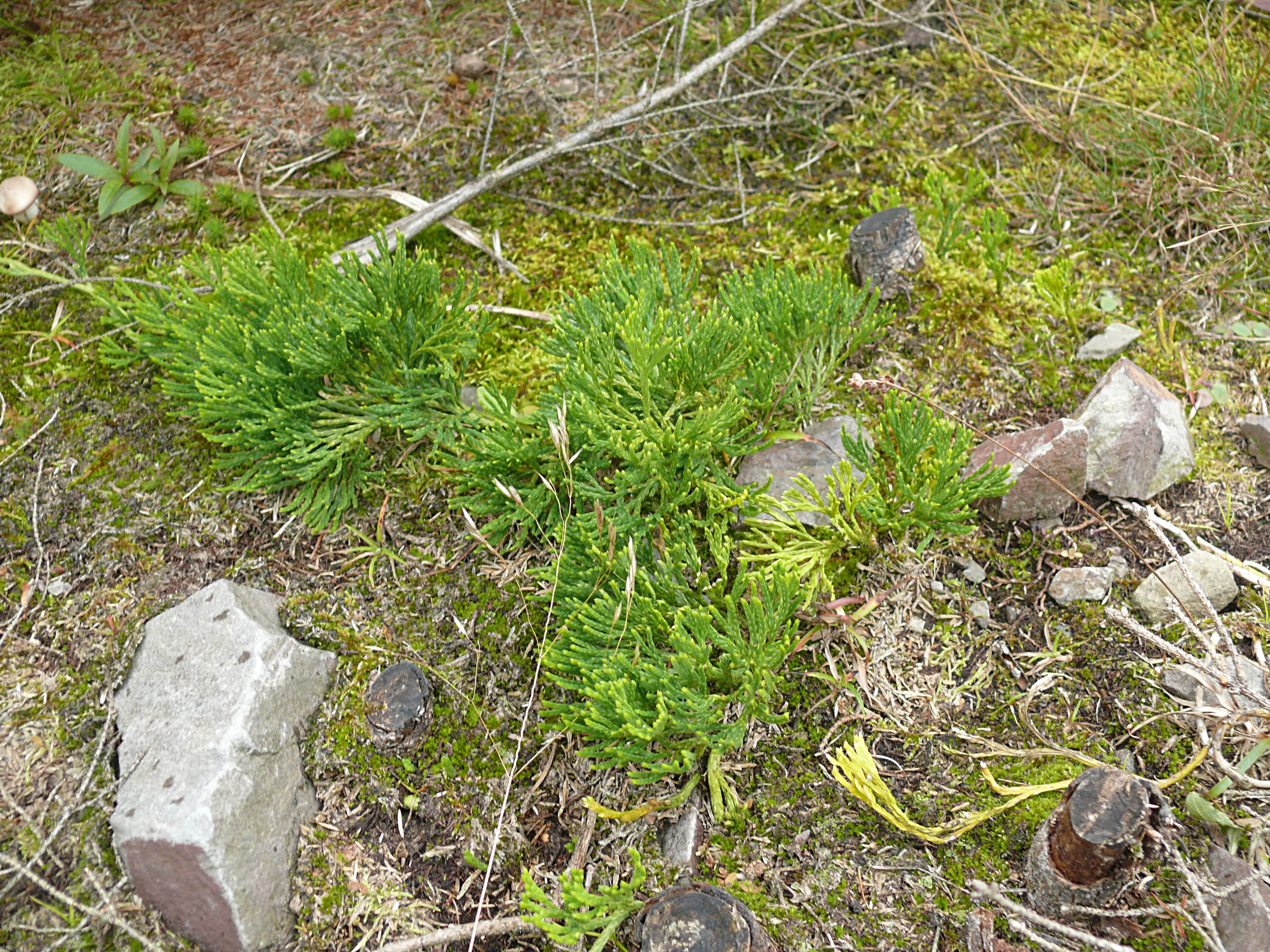

Widlicz Isslera, widłak Isslera, (Diphasiastrum × issleri (Rouy) Holub) – gatunek rośliny z rodziny widłakowatych. Jest mieszańcem widlicza alpejskiego (D. alpinum) i spłaszczonego (D. complanatum).

## Rozmieszczenie geograficzne
Największy ośrodek występowania znajduje się w górach Europy Środkowej oraz wschodnich regionów Europy Zachodniej. Ponadto występuje na rozproszonych stanowiskach w Austrii, Belgii, Czechach, Francji, Niemczech, Polsce, Węgrzech, Szwajcarii, w ukraińskich Karpatach, w niektórych miejscach na Wyspach Brytyjskich i na jednym stanowisku w Ameryce Północnej. Podawany jest także z trzech stanowisk na Kaukazie, Wschodniej Syberii i południowej części Półwyspu Kola, jednak nie ma pewności, czy nie chodzi tutaj o inne gatunki. W Polsce jest rzadki. Znany jest z kilkunastu stanowisk w Karkonoszach oraz w Karpatach Zachodnich: w Beskidzie Żywieckim (przełęcz Glinka, Butorówka, Babia Góra, przełęcz Brona, grzbiet między Izdebczyskami a Kościółkami, Szeroki Żleb), w Gorcach (Obidowa, dolina potoku Lepietnica, Bukowina Obidowska, Przełęcz Knurowska, Dolina Robowa koło Kowańca, dolina potoku Jamne), na północnym stoku Gubałówki i w Tatrach (w Kużnicach, na Toporowej Cyrhli i poniżej Niżniego Toporowego Stawu).

## Morfologia
ŁodygaPęd główny płożący się po powierzchni. Pędy nadziemne dychotomicznie rozgałęzione, do 12 cm wysokości.
LiścieLiście brzuszne siedzące, równowąskie lub rozszerzone u nasady. Ich wolne części są równe ok. 4/5 długości międzywęźla.
Kłosy zarodnionośnePojedyncze, siedzące lub na szypułkach o długości do 2,5 cm.

## Biologia i ekologia
Bylina, chamefit. Zarodniki dojrzewają w sierpniu i wrześniu. Gatunek rośnie głównie w bliźniczyskach, borówczyskach, murawach wysokogórskich i skrajach borów świerkowych. Liczba chromosomów 2n = 46.

## Zagrożenia i ochrona
Roślina objęta w Polsce ścisłą ochroną gatunkową od 1946 roku.
Kategorie zagrożenia gatunku:
- Kategoria zagrożenia w Polsce według Czerwonej listy roślin i grzybów Polski (2006)[8]: V (narażony na wyginięcie); 2016: CR (krytycznie zagrożony)[9].
- Kategoria zagrożenia w Polsce według Polskiej czerwonej księgi roślin[10]: CR (critical, krytycznie zagrożony).